# Sfinxul roșu
Sfinxul roșu (în franceză Le Sphinx rouge) este ultimul roman scris de Alexandre Dumas între anii 1865-1866. Intitulat inițial „Contele de Moret” (în franceză Le Comte de Moret), el a fost creat la cererea lui M. Jules Noriac, editorul romanelor lui Dumas, și a apărut în foileton, în Les Nouvelles.